# Errai
Errai eller Gamma Cephei (γ Cephei, förkortat Gamma Cep, γ Cep), som är stjärnans Bayerbeteckning, är en dubbelstjärna i den mellersta delen av stjärnbilden Cepheus nära den norra himmelspolen. Den har en genomsnittlig skenbar magnitud på +3,21 och är synlig för blotta ögat där ljusföroreningar ej förekommer. Baserat på parallaxmätningar i Hipparcos-uppdraget på 70,9 mas beräknas den befinna sig på ca 45 ljusårs (14 parsek) avstånd från solen. På grund av precessionen kommer Gamma Cephei att ersätta Polstjärnan som polstjärna ungefär 3000 e. Kr och kommer att ha sin närmaste position till jorden omkring 4000 e. Kr.

## Nomenklatur
Gamma Cephei har ett traditionellt namn som stavas Errai, Er Rai eller Alrai, som kommer från det arabiska الراعي (ar-rā'ī), vilket betyder "herden". (Stjärnan Beta Ophiuchi kallas ibland även Alrai, men det är mer känd som Cebalrai eller Kelb Alrai, vilket betyder "herdehund".) År 2016 organiserade Internationella astronomiska unionen en arbetsgrupp för stjärnnamn (WGSN) att katalogisera och standardisera riktiga namn för stjärnor. WGSN:s första bulletin av juli 2016 innehåller en tabell över de första två satserna av namn som fastställts av WGSN där namnet Errai ingår för Gamma Cephei A.
I juli 2014 lanserade Internationella astronomiska unionen en process för att ge riktiga namn till vissa exoplaneter. Processen innebar offentlig nominering och röstning för de nya namnen. I december 2015 tillkännagav IAU det vinnande namnet Tadmor för denna planet. Det föreslogs av den syriska astronomiska föreningen och är det antika semitiska namnet och det moderna arabiska namnet för staden Palmyra, som finns på UNESCO:s världsarvslista.

## Egenskaper
Primärstjärnan Gamma Cerphei A är en gul till orange jättestjärna av spektralklass K1 III-IV CN1. Den har en massa som är ca 1,4 gånger solens massa, en radie som är ca 4,9 gånger större än solens och utsänder ca 12 gånger mera energi än solen från dess fotosfär vid en effektiv temperatur på ca 4 800 K.
Stjärnans spektrum har fungerat som en av de stabila referenspunkterna som andra stjärnor klassificeras efter. Den var listad som en standardstjärna för spektralklass K1 IV 1943, 1953 och 1973. Men 1989 angavs den som spektralstandard för K1 III-IV. Dess spektrum är anmärkningsvärt för styrkan hos CN-banden. SED-modellering av spektret 2018 gav en bästa anpassning för spektraltyp K1 III.
Gamma Cerphei är en misstänkt variabel som varierar i ljusstyrka 3,18-3,24. Följeslagaren Gamma Cephei B har en massa som är ca 0,409 gånger solens. Det är förmodligen en röd dvärg av spektralklass M4 och 6.2 magnituder svagare än primärstjärnan.

## Planetsystem
Gamma Cephei Ab, också kallad Tadmor, som upptäcktes 1989, har massan ≥1,60 ± 0,13 och omloppstiden 902,9 ± 3,5 dygn. Halva storaxeln är 2,044 ± 0,057, med en excentricitet av 0,115 ± 0,058.